# Famille de Geoffre
La famille de Geoffre est une famille subsistante de la noblesse française. Elle est originaire du Limousin.
Cette famille compte parmi ses membres des officiers dont des généraux et des juristes.

## Histoire
Au XVIIe siècle, une branche s'installa dans le Dauphiné à la suite du duc Gilbert III de Ventadour.[réf. nécessaire]
Ils obtinrent preuves de noblesse par d'Aguesseau, intendant de la généralité de Limoges, en 1667.
Régis Valette dans Catalogue de la noblesse française au XXIe siècle écrit que la famille de Geoffre de Chabrignac est d'ancienne extraction et qu'elle a été maintenue noble en 1789 après dérogeance.
Cette famille a été admise au sein de l'Association d'entraide de la noblesse française en 1951.

## Personnalités
- Laurent de Geoffre de Chabrignac, brigadier des armées du roi.
- Jean-Baptiste de Geoffre de Chabrignac (1739-1781), brigadier des armées du roi sous le règne du roi Louis XV.
- Pierre de Geouffre de La Pradelle (1755-), conseiller du roi au Grand Conseil.
- Pierre de Geouffre, adjudant général des armées impériales.
- Adolphe-Constant Geouffre de Comnène (1796-1849), colonel. Adopté par son oncle Georges Stephanopoli de Comnène (frère de Démétrius Stephanopoli de Comnène) en 1828, il fut substitué par Louis XVIII aux nom, titres et armes des princes de Comnène[4].
- Henri-Louis-Charles-Dieudonné de Geoffre de Chabrignac (1829-1902), intendant général des armées, directeur des services de l'intendance du gouvernement militaire de Lyon[5].
- Raymond de Geoffre de Chabrignac (1836-1897), général de division, aide de camp du général de Rochebouët et gouverneur de Besançon.
- Albert de Geouffre de la Pradelle (1871-1955), juriste et professeur de droit spécialiste du droit international.
- Armand de Geoffre de Chabrignac (1874-1932), général d'artillerie.
- Jean de Geoffre de Chabrignac (1889-1971), colonel, vice-président du Conseil général de Maine-et-Loire, député et sénateur de Maine-et-Loire.
- Paul de Geouffre de La Pradelle (1902-1993), juriste, fondateur en 1956 de l'Institut d'études politiques d'Aix-en-Provence.
- Raymond de Geouffre de la Pradelle (1910-2002), avocat.
- François de Geoffre de Chabrignac (1917-1970), commandant et écrivain, as de l'aviation durant la Seconde Guerre mondiale.
- Gérald de Geoffre de Chabrignac (1920-2021[6]), directeur Hennessy.
- Géraud de Geouffre de La Pradelle (1935-2022), juriste international et professeur de droit français.

## Héraldique

Blason de la commune de Beynat (armes des Geoffre de Chabrignac).
Blason de la ville de Ménoire (armes des Geoffre de Chabrignac et des Peyrat de Jugeals).

Les armes de la famille se blasonnent ainsi : Palé d'argent et de gueule de six pièces ; au chef fascé d'or et d'azur de six pièces, alias : d'or à trois pales de gueules ; au chef d'azur chargé de trois étoiles d'argent, alias : d'argent à trois pales de gueules ; au chef d'azur chargé de trois molettes d'or.

## Alliances
Les principales alliances de la famille de Geoffre de Chabrignac sont : Bonnin de La Bonninière de Beaumont (1829), de Valérian Boisset (1839), Hémery de Lazenay, de Pourtalès-Gorgier, de Pontevès de Sabran (1865), de Foresta (1872), David de Gheest (1875), de La Selle (1886), d'Escherny (1887), de Pontac (1901), Cesbron-Lavau (1909), Hennessy (1917), de Martin du Tyrac de Marcellus (1925), de Gaigneron Jolimon de Marolles (1929), Paillard de Chenay (1938 & 1940), de Froissard de Broissia (1938), de Pierre de Bernis (1943), Martin de Boulancy d'Escayrac-Lauture (1947), Rioust de Largentaye, Reille, Chastenet de Géry (1967), de Vincens de Causans (1969), Hellouin de Ménibus (1975), Chebrou, Coyreau des Loges, de Mascarel de La Corbière (2001).